# Клима Марса
Клима Марса је вековима била предмет научних истраживања, делом и зато што је то једина стеновита планета чија се површина може директно са Земље детаљно посматрати уз помоћ телескопа.
Иако је Марс мањи од Земље, има 11% Земљине масе и 50% је удаљенији од Сунца од Земље, његова клима има важне сличности, као што су присуство поларних ледених капа, промена годишњих доба и видљиве временске карактеристике. Привукао је континуирано проучавање планетолога и климатолога. Иако марсова клима има сличности са Земљином, укључујући периодична ледена доба, постоје и важне разлике, као што је много нижа топлотна инерција. Атмосфера Марса има већу висину хомогене атмосфере која је приближно 11 km, 60% већи од оног на Земљи. Клима је од великог значаја за питање да ли је живот присутан или је био присутан на планети. Клима је накратко привукла више пажње вести због НАСА мерења која су указала на повећану сублимацију близу поларног региона што је довело до популарних спекулација да је Марс подвргнут глобалном загревању иако је просечна температура Марса заправо опала током последњих деценија, а саме поларне капе расту.
Марс је проучаван земаљским инструментима још од 17. века, али тек на почетку истраживања Марса средином 1960-их било је могуће посматрање изблиза. Прелетачи и орбитери давали су податке одозго, док су лендери и ровери директно мерили атмосферске услове. Напредни инструменти за орбиту Земље и даље пружају корисна запажања релативно великих временских догађаја.
Прва мисија на Марс била је Маринер 4, која је стигла 1965. године. Тај брзи дводневни прелет (14—15. јул 1965) са слабим инструментима мало је допринео стању знања о клими на Марсу. Касније мисије из програма Маринер (Маринер 6, Маринер 7, Маринер 9) попуниле су неке празнине у основним климатским информацијама. Климатске студије засноване на подацима почеле су озбиљно са лендерима Викинг 1975. и настављају се сондама као што је Орбитални истраживач Марса.
Овај опсервацијски рад је допуњен врстом научне компјутерске симулације која се зове Марсов модел опште циркулације (МГЦМ). Неколико различитих ревизија МГЦМ-а довело је до бољег разумевања Марса, као и ограничења таквих модела.

## Историјска климатска запажања
Ђакомо Маралди је 1704. установио да јужна поларна капа није усредсређена на пол ротације Марса. Током опозиције 1719. Маралди је приметио и поларне капе и временску варијабилност у њиховом обиму.
Вилхелм Хершел је први одредио ниску густину Марсове атмосфере у свом раду из 1784. под насловом О изванредним појавама у поларним областима планете Марс, нагибу њене осе, положају полова и сфероидном облику; са неколико наговештаја који се односе на његов стварни пречник и атмосферу. Када се чинило да Марс пролази поред две слабе звезде без утицаја на њихову светлост, Хершел је тачно закључио да то значи да око Марса има мало атмосфере која би ометала њихову светлост.
Откриће "жутих облака" на површини Марса од стране Онореа Флогерга 1809. било је прво познато посматрање марсовских пешчаних олуја. Флогерг је такође приметио 1813. значајно смањење леда на половима током Марсовог пролећа. Његова спекулација да је Марс топлији од Земље показала се нетачном.

## Палеоклиматологија Марса
Два система датирања се данас користе за марсовско геолошко време. Једна је заснована на густини кратера и има три епохе: ноакову, хесперску и амазонску. Други је минералошки временски низ, који такође има три доба: филоцијум, теијицијум и сидерик.
Недавна запажања и моделирање пружају информације не само о тренутној клими и атмосферским условима на Марсу, већ ио његовој прошлости. Дуго се теоретизирало да је у атмосфери Марса Ноајеве епохе доминирао угљен-диоксид. Недавна спектрална посматрања минералних наслага глине на Марсу и моделирање услова за формирање минерала глине открила су да је глина тог доба садржавала мало или нимало карбоната. Формирање глине у срединама богатим угљен-диоксидом увек је праћено формирањем карбоната, иако се карбонат касније може растворити вулканском киселошћу.
Откриће минерала насталих присуством воде на Марсу, укључујући хематит и јарозит, које је открио ровер Оппортјунити и гетит који је открио ровер Спирит, довело је до закључка да су климатски услови у далекој прошлости дозвољавали течну воду на Марсу. Морфологија неких ударних кратера на Марсу указује да је тло било мокро у време удара. Геоморфна запажања стопа ерозије пејзажа и мреже марсовских долина такође снажно имплицирају топлије и влажније услове на Марсу од Нојеве епохе (пре око четири милијарде година). Међутим, хемијска анализа узорака марсовских метеорита сугерише да је температура околине површине Марса највероватније била испод 0 °C током последње четири милијарде година.
Неки научници тврде да је велика маса вулкана Тарсис имала велики утицај на климу Марса. Ерупција вулкана ослобађа велике количине гаса, углавном водене паре и ЦО2. Вулкани су можда ослободили довољно гаса да рану марсовску атмосферу учине гушћом од Земљине. Вулкани су такође могли да емитују довољно Х2О да покрију целу површину Марса до дубине од 120 m. Угљен-диоксид је гас стаклене баште који подиже температуру планете: задржава топлоту апсорбујући инфрацрвено зрачење. Дакле, ослобађањем ЦО2, вулкани Тарсис су могли учинити Марс сличнијим Земљи у прошлости. Можда је Марс некада имао много гушћу и топлију атмосферу, а можда су били присутни океани или језера. Међутим, показало се изузетно тешким конструисати уверљиве глобалне климатске моделе за Марс који производе температуре изнад 0 °C у било ком тренутку своје историје, иако то може једноставно да одражава проблеме у тачној калибрацији таквих модела.
Докази о геолошки недавном, екстремном леденом добу на Марсу објављени су 2016. Пре само 370.000 година, планета би изгледала више бело него црвено.

## Време
Температура и циркулација Марса варирају сваке марсовске године (као што се очекује за било коју планету са атмосфером и нагибом). Марсу недостају океани, извор већег дела Земљиних међугодишњих варијација. Подаци са камере Марс Орбитер, који обухватају 2,5 марсовске године. показују да време на Марсу има тенденцију да се понавља и да је стога предвидљивије од времена на Земљи. Ако се неки догађај догоди у одређено доба године у једној години, доступни подаци (ма колико оскудни) указују на то да је врло вероватно да ће се поновити следеће године на скоро истом месту, било да је потребно недељу дана.
Магла је једна од формација кондензационе природе на Марсу. Често стоји изнад низина, кањона, долина и на дну кратера по хладном времену.
На Марсу је много пута примећен снег. Тако је у зиму 1979. године на слетиште Викинга 2 пао танак слој снега, који се на површини задржао неколико месеци.
Дана 29. септембра 2008. слетач Феникс је открио снег који пада из облака 4,5 km изнад места слетања у близини кратера Хајмдал. Падавине су испариле пре него што су стигле до земље; ова појава се зове вирга.

## Облаци
Марсовске пешчане олује могу да бацају фине честице у атмосферу око којих се могу формирати облаци. Ови облаци се могу формирати веома високо до 100 km изнад планете. Прве слике Марса које је послао Маринер 4 показале су видљиве облаке у горњој атмосфери Марса. Облаци су веома танки и могу се видети само како рефлектују сунчеву светлост наспрам таме ноћног неба. У том погледу, они изгледају слично мезосферским облацима, такође познатим као ноћни светлећи облаци на Земљи, који се јављају око 80. km изнад наше планете.

## Температура
Мерења Марсове температуре су претходила свемирском добу. Међутим, рани инструменти и технике радио астрономије дали су грубе, мешовите резултате. Рани свемирски бродови који су прошли поред Марса (Маринер 4) и каснији орбитери користили су радио окултацију за обављање аерономије. Користећи хемијски састав, који је већ одређен спектроскопијом, могуће је одредити температуру и притисак. Упркос томе, на одређеном подручју, у одређено време, настајали су „снимци“ времена. Орбитери тада повећавају број радио трансеката. Касније мисије, почевши од Маринера 6 и 7, и совјетског Марса 2 и 3, носиле су инфрацрвени детектор за мерење енергије зрачења. Маринер 9 је први увео инфрацрвени радиометар и спектрометар у орбиту Марса 1971. године, заједно са другим инструментима и радио предајником. Пратили су их Викинг 1 и 2, са инфрацрвеним термалним мапама (ИРТМ).
Забележене су различите ин ситу вредности за просечну температуру на Марсу, а заједничка вредност је −63 °C (210 K; -81 °F). Површинске температуре могу достићи и до 20с °C (293 K; 68 °F) у подне, на екватору, а најнижа температура је око -153 °C (120 K; -243 °F) на половима. Стварна мерења температуре на месту слетања Викинг лендера крећу се од -17,2 °C (256,0 K; 1.0 °F) до −107 °C (166 K; -161 °F). Најтоплија температура тла коју је измерио Викинг Орбитер била је 27 °C (300 K; 81 °F). Ровер Спирит је забележио максималну дневну температуру ваздуха у нијанси од 35 °C (308 K; 95 °F) и редовно забележене температуре знатно изнад 0 °C (273 K; 32 °F), осим зими.
Објављено је да су „на основу података о температури ваздуха током ноћи, свако проучавано северно пролеће и рано северно лето било идентично у оквиру нивоа експерименталне грешке (унутар ± 1 °C) „али да“ дневни подаци, међутим, сугеришу нешто другачију причу, са температурама које варирају из године у годину и до 6 °C у овој сезони. Ова разлика између дана и ноћи је неочекивана и несхватљива“. У јужном пролеће и лето у варијанси доминира прашина, која повећава вредност ноћне ниске температуре и смањује дневну вршну температуру. Ово резултира малим (20 °C) смањење просечне површинске температуре и умерено (30 °C) пораст температуре горњих слојева атмосфере.
Пре и после Викинга, нове, напредније температуре Марса су одређене са Земље помоћу микроталасне спектроскопије. Како је микроталасни сноп, мањи од 1 лучне минуте, већи од диска планете, резултати су глобални просеци. Касније, термални емисиони спектрометар (ТЕС) на Марсов глобални геометар и у мањој мери ТХЕМИС на орбитеру Одисеја на Марсу 2001. нису могли само да репродукују инфрацрвена мерења, већ и да упоређују податке са лендера, ровера и Земље. Марсов климатски сондер из орбиталног истраживача Марса може на сличан начин направити атмосферске профиле. Скупови података „сугеришу генерално ниже атмосферске температуре и ниже оптерећење прашине на Марсу последњих деценија него током мисије Викинг“, иако су подаци Викинга претходно ревидирани наниже. ТЕС подаци показују да су „много хладније (10—20 К) глобалне атмосферске температуре забележене током 1997. године у поређењу са периодима перихела 1977. године“. и „да је глобална атмосфера Марса хладнија током афела, мање прашњава и више покривена него што сугерише успостављена климатологија“, опет, узимајући у обзир Вилсонове и Ричардсонове ревизије података о Викингу.
Касније поређење, иако се признаје „да је најрепрезентативнији микроталасни рекорд температура ваздуха“, покушало је да споји дисконтинуирани запис свемирске летелице. Између Викинг ИРТМ и МГС ТЕС није видљив мерљиви тренд глобалне просечне температуре. „Температуре ваздуха добијене од стране Викинга и МГС-а у суштини се не разликују за овај период, што сугерише да су ере Викинга и МГС-а карактерисала суштински иста клима. Напредак је открио снажну дихотомију“ између северне и јужне хемисфере, „веома асиметричну парадигму за годишњи циклус Марса: северно пролеће и лето које је релативно хладно, није много прашњаво и релативно богато воденом паром и облацима леда; и јужно лето прилично слично оном које је приметио Викинг са топлијим температурама ваздуха, мање водене паре и воденог леда и вишим нивоима атмосферске прашине.“
Инструмент MCS (Mars Climate Sounder) на орбиталном истраживачу Марса је био у могућности да ради заједно са МГС кратко време по доласку; скупови података из мање способних ТХЕМИС на одисеји на Марсу 2001. и SPICAM на Марс Екпресу такође се могу користити за снимање једног, добро калибрираног записа. Иако су температуре МЦС и ТЕС генерално конзистентне, истраживачи наводе могуће хлађење испод аналитичке прецизности. „Након што се узме у обзир ово моделовано хлађење, МЦС температуре су у просеку 0,9 (дневно) и 1,7 К (ноћно) ниже од ТЕС мерења.“
Претпоставља се да је Марс на почетку своје историје имао много гушћу и топлију атмосферу. Већина ове ране атмосфере би се састојала од угљен-диоксида. Таква атмосфера би подигла температуру, бар на неким местима, изнад тачке смрзавања воде. Течна вода са вишом температуром могла је да отвори бројне канале и изливне долине уобичајене на планети. Можда се такође скупио и формирао језера и можда океан. Неки истраживачи су сугерисали да је атмосфера Марса можда била много пута гушћа од Земљине; међутим истраживање објављено у септембру 2015. изнело је идеју да можда рана атмосфера Марса није била тако густа као што се раније мислило.
Тренутна атмосфера Марса је веома ретка. Дуги низ година се претпостављало да је, као и на Земљи, већина раног угљен-диоксида била затворена у минералима, званим карбонати. Међутим, упркос употреби многих орбиталних инструмената који траже карбонате, пронађено је врло мало карбонатних наслага. Сада се сматра да је соларни ветар уклонио већи део угљен-диоксида у ваздуху Марса. Истраживачи су открили процес у два корака који гас шаље у свемир. Ултраљубичаста светлост са Сунца могла би да удари у молекул угљен-диоксида, разбијајући га на угљен-моноксид и кисеоник. Други фотон ултраљубичасте светлости могао би накнадно да разбије угљен моноксид у кисеоник и угљеник, што би добило довољно енергије да побегне са планете. У овом процесу, лаки изотоп угљеника (12 Ц) би највероватније напустио атмосферу. Због тога би угљен-диоксид који остаје у атмосфери био обогаћен тешким изотопом (13 Ц). Овај виши ниво тешког изотопа је оно што је ровер Цуриосити пронашао на Марсу.

## Атмосферска својства и процеси

### Низак атмосферски притисак
Атмосфера Марса се углавном састоји од угљен-диоксида и има средњи површински притисак од око 600 паскали (Па), много нижи од Земљиног притиска од 101.000 И. Један ефекат овога је да атмосфера Марса може много брже да реагује на дати енергетски унос од Земљине атмосфере. Као последица тога, Марс је подложан јаким топлотним плимама које генерише загревање Сунца, а не гравитациони утицај. Ове плиме могу бити значајне, јер износе 10% укупног атмосферског притиска (обично око 50 Па). Земљина атмосфера доживљава сличне дневне и полудневне плиме, али је њихов ефекат мање приметан због Земљине много веће атмосферске масе.
Иако температура на Марсу може достићи и изнад тачке смрзавања (0 °C, 273 K, 32 °F), течна вода је нестабилна на већем делу планете, јер је атмосферски притисак испод троструке тачке воде и водени лед сублимира у водену пару. Изузетак су низије, углавном у ударном басену Хеллас Планитиа, највећем таквом кратеру на Марсу. Толико је дубоко да атмосферски притисак на дну достиже 1155 Па, шта је изнад троструке тачке, па ако температура тамо пређе 0 °C, тамо можда има текуће воде.

## Ветар
Површина Марса има веома ниску топлотну инерцију, што значи да се брзо загрева када је Сунце обасја. Типичне дневне промене температуре далеко од поларних региона су око 100 K. На Земљи се ветрови често развијају у областима где се топлотна инерција нагло мења, на пример са мора на копно. На Марсу нема мора, али постоје области у којима се топлотна инерција тла мења, што доводи до јутарњих и вечерњих ветрова сличних морском поветарцу на Земљи. Антаресов пројекат малог времена на Марсу (МСВ) недавно је идентификовао неке мање слабости у тренутним глобалним климатским моделима (ГЦМ) због примитивнијег моделирања тла. "Пренос топлоте на тло и назад је веома важан на Марсу, тако да обрасци тла морају бити прилично прецизни." Ове слабости се исправљају и требало би да доведу до тачнијих будућих процена, али да даље ослањање на старија предвиђања моделоване климе на Марсу буде донекле проблематично.
На ниским географским ширинама доминира Хедлијева ћелија, што је у основи исти процес који ствара пасате на Земљи. На вишим географским ширинама, временом доминира низ области високог и ниског притиска, које се називају бароклински таласи притиска. Марс је сувљи и хладнији од Земље, а резултат тога је да прашина коју дижу ови ветрови остаје у атмосфери дуже него на Земљи јер нема падавина које би је испрале (осим снега ЦО2). Једну такву циклонску олују недавно је снимио свемирски телескоп Хуббле (слика испод).
Једна од главних разлика између Марсових и Земљиних Хедлијевих ћелија је њихова брзина која се мери на временској скали. Временски оквир за превртање на Марсу је око 100 марсовских дана, док је на Земљи више од годину дана.

## Пешчане олује
Када је сонда Маринер 9 стигла на Марс 1971. године, научници су очекивали да виде нове слике површинских детаља. Уместо тога, видели су пешчану олују широм планете са само масивним вулканом Олимп који се показао изнад измаглице. Олуја је трајала месец дана, а феномен за који су научници сазнали да је прилично уобичајен на Марсу. Користећи податке из Маринер 9, Јамес Б. Поллацк ет ал. предложио механизам за пешчане олује на Марсу 1973.

Као што је свемирска летелица Викинг приметила са површине, „током глобалне олује прашине, опсег дневних температура се нагло сузио, са 50 °C на око 10 °C, а брзине ветра су се значајно повећале — заиста, у року од само сат времена по доласку невремена повећали су се на 17 m/s (61 km/h), са ударима до 26 m/s (94 km/h). Међутим, ни на једној локацији није примећен никакав стварни транспорт материјала, већ постепено светљење и губитак контраста површинског материјала како се прашина таложила на њему." 26. јуна 2001. свемирски телескоп Хабл је приметио прашину која се налази у басену Хеллас на Марсу (слика десно). Дан касније олуја је "експлодирала" и постала глобални догађај. Орбитална мерења су показала да је ова пешчана олуја смањила просечну површинску температуру и подигла температуру атмосфере Марса за 30 K. Мала густина атмосфере Марса значи да ветрови од 18 до 22 m/s (65 до 79 km/h) потребне су за подизање прашине са површине, али пошто је Марс тако сув, прашина може да остане у атмосфери много дуже него на Земљи, где је убрзо испрати киша. Сезона након олује је имала дневне температуре од 4 K испод просека. Ово се приписује глобалном покривачу прашине јарких боја која се таложила из прашине, привремено повећавајући албедо Марса.
Средином 2007. године, олуја прашине широм планете представљала је озбиљну претњу роверима Спирит и Оппортунити смањујући количину енергије коју обезбеђују соларни панели и захтевајући заустављање већине научних експеримената док се олуја не разиђе. После олује, роверима је знатно смањена снага због таложења прашине на соларним ћелијама.
Пешчане олује су најчешће током перихела, када планета прима 40 одсто више сунчеве светлости него током афела. Током афела у атмосфери се формирају ледени облаци, који ступају у интеракцију са честицама прашине и утичу на температуру планете.
Велика појачана пешчана олуја почела је крајем маја 2018. године и трајала је до средине јуна. До 10. јуна 2018, како је примећено на локацији ровера Оппортунити, олуја је била јача од пешчане олује из 2007. коју је искусио Оппортунити. НАСА је 20. јуна 2018. известила да је прашна олуја нарасла и потпуно покрила целу планету.
Посматрања од 1950-их показала су да се глобалне пешчане олује дешавају отприлике сваке три године.
Пешчане олује доприносе губитку воде на Марсу. Истраживање олуја које је извршио Орбитални истраживач Марса сугерише да је 10 процената губитка воде са Марса можда узроковано пешчаним олујама. Инструменти на Марс Рецоннаиссанце Орбитер открили су уочену водену пару на веома великим висинама током глобалних олуја. Ултраљубичаста сунчева светлост тада може да подели воду на водоник и кисеоник. Водоник из молекула воде затим бежи у свемир.

### Атмосферски електрицитет
Сматра се да пешчана олуја на Марсу може довести до атмосферских електричних феномена. Познато је да зрна прашине постају електрично наелектрисана када се сударе са земљом или другим зрнима. Теоријске, рачунарске и експерименталне анализе прашњавих токова у лабораторији и пешчаних ђавола на Земљи показују да је самоиндуковани електрицитет, укључујући муње, уобичајена појава у турбулентним токовима оптерећеним прашином. На Марсу би се ова тенденција слагала са ниским атмосферским притиском, што би се претворило у много нижа електрична поља потребна за разлагање. Као резултат тога, аеродинамичко одвајање прашине и на мезо- и на макро-скали може лако довести до одвајања наелектрисања довољно великог да произведе локално електрично пражњење у облацима прашине изнад земље.
Међутим, за разлику од других планета у Сунчевом систему, не постоје мерења ин ситу на површини Марса која би доказала ове хипотезе. Први покушај да се расветле ове непознанице покушао је слетање Сцхиапарелли ЕДМ мисије ЕкоМарс 2016. године, које је укључивало релевантни уграђени хардвер за мерење наелектрисања електричне прашине и атмосферских електричних поља на Марсу. Међутим, лендер је отказао приликом аутоматизованог слетања 19. октобра 2016. и срушио се на површину Марса.

### Салтација
Процес геолошке салтације је веома важан на Марсу као механизам за додавање честица у атмосферу. На роверу МЕР Спирит примећена је засољеност честица песка. Теорија и запажања из стварног света нису се слагала једно са другим, класичној теорији недостаје до половине честица соли у стварном свету. Модел, који се уско слаже са запажањима из стварног света, сугерише да честице соли стварају електрично поље које повећава ефекат слања. Марсова зрна скачу 100 пута већим и дужим путањама и достижу 5-10 пута веће брзине од Земљиних зрна.

### Периодични облак у северном прстену
Велики облак у облику крофне појављује се у северном поларном региону Марса отприлике у исто време сваке марсовске године и отприлике је исте величине. Формира се ујутру и распршује се до Марсовог поподнева. Спољни пречник облака је приближно 1.600 km, а унутрашња рупа или око 320 km широк. Сматра се да је облак састављен од воденог леда, па је беле боје, за разлику од чешћих прашних олуја.
Изгледа као циклонална олуја, слична урагану, али се не ротира. Облак се појављује током северног лета и на високој географској ширини. Претпоставља се да је то због јединствених климатских услова у близини Северног пола. Олује сличне циклону први пут су откривене током програма Викинг, али је облак северног прстена скоро три пута већи. Облак су такође откриле различите сонде и телескопи, укључујући Хабл и Марсов глобални геометар.
Други догађаји који се понављају су пешчане олује и прашњави ђаволи.

### Присуство метана
Метан (CH4) је хемијски нестабилан у тренутној оксидационој атмосфери Марса. Брзо би се распао због ултраљубичастог зрачења Сунца и хемијских реакција са другим гасовима. Стога, стално присуство метана у атмосфери може значити постојање извора за континуирано допуњавање гаса.
Количине метана у траговима, на нивоу од неколико делова на милијарду (ппб), први пут је пријавио тим из „НАСА-иног центра за свемирске летове Годард“ у атмосфери Марса 2003. Измерене су велике разлике у обиљу између запажања извршених 2003. и 2006. године, што сугерише да је метан локално концентрисан и вероватно сезонски. Године 2014. НАСА је известила да је ровер Кјуриосити открио десетоструко повећање ('скок') метана у атмосфери око себе крајем 2013. и почетком 2014. године. Четири мерења обављена током два месеца током овог периода у просеку су износила 7,2 ппб, што значи да Марс епизодично производи или испушта метан из непознатог извора. Пре и после тога, очитавања су у просеку износила око десетину тог нивоа. Дана 7 У јуну 2018 НАСА је објавила цикличне сезонске промене позадинског нивоа атмосферског метана.
Главни кандидати за порекло марсовског метана укључују небиолошке процесе као што су реакције воде и стене, радиолиза воде и формирање пирита, од којих сви производе H2 који затим може да формира метан и друге угљоводонике преко Фишер-Тропш процеса са CO и CO2.  Такође се показало да се метан може произвести процесом који укључује воду, угљен-диоксид и минерал оливин, за који се зна да је уобичајено на Марсу.
Живи микроорганизми, као што су метаногени, су још један могући извор, али на Марсу нису пронађени докази о присуству таквих организама.

### Разлози за сублимацију угљен-диоксида
Слике Орбиталног истраживача Марса сугеришу да се јавља необичан ефекат ерозије на основу јединствене климе Марса. Пролећно загревање у одређеним областима доводи до сублимације и протока ЦО2 леда, стварајући веома необичне обрасце ерозије зване "паукови канали". Чисти ЦО2 лед се формира током зиме и како пролећна сунчева светлост загрева површину, ЦО2 испарава у гас који тече узбрдо испод чистог ЦО2 леда. Слабе тачке у том леду пропуштају ЦО2 гејзире.

## Планине
На олује на Марсу значајно утичу велики планински ланци. Одређене планине као што је рекордни Олимп (26 km) може утицати на локално време, али већи временски ефекти су последица веће колекције вулкана у региону Тарсис.
Јединствени временски феномен који се понавља и укључује планине је спирални облак прашине који се формира изнад Арсиа Монс. Спирални облак прашине изнад Арсиа Монс може порасти са 15 на 30 km изнад вулкана. Облаци су присутни око Арсије Монса током марсове године, а врхунац достижу крајем лета.
Облаци који окружују планине показују сезонску варијабилност. Облаци на Олимпус Монс и Асцреаус Монс појављују се на северној хемисфери у пролеће и лето, достижући укупну максималну површину од приближно 900.000 km2 и 1.000.000 km2 у касно пролеће. Облаци око Алба Патера и Павонис Монса показују додатни, мањи врх у касно лето. Зими је примећено врло мало облака. Предвиђања из Марсовог општег модела циркулације су у складу са овим запажањима.

## Поларни шешири
Марс има ледене капе на северном и јужном полу, које су углавном водени лед; међутим, смрзнути угљен-диоксид (суви лед) је присутан на њиховим површинама. Суви лед се акумулира у северном поларном региону (Планум Бореум) само зими, лети потпуно сублимира, док јужно поларно подручје додатно има трајни покривач сувог леда дебљине до осам метара. Ова разлика је због веће надморске висине јужног пола.
На зимском полу може да се кондензује толико атмосфере да атмосферски притисак може да варира и до трећине своје средње вредности. Ова кондензација и испаравање ће проузроковати промену удела некондензујућих гасова у атмосфери. Ексцентрицитет Марсове орбите утиче на овај циклус као и на друге факторе. У пролеће и јесен ветар је толико јак због процеса сублимације угљен-диоксида да може бити узрок горе поменутих глобалних олуја прашине.
Северна поларна капа има пречник од приближно 1.000 km током северног лета, и садржи око 1,6 милиона кубних километара леда, који би, ако би се равномерно распоредио по капи, износио 2 km дебљине. (Ово се пореди са запремином гренландског леденог покривача од 2,85 милиона кубних километара.). Јужна поларна капа има пречник од 350 km и максималне дебљине 3 km. Обе поларне капе имају спирална корита, за које се у почетку сматрало да су резултат диференцијалног соларног загревања, заједно са сублимацијом леда и кондензацијом водене паре. Недавна анализа података добијених радарским таласима који продиру у лед из СХАРАД-а показала је да су спирална корита настала из јединствене ситуације у којој се катабатски ветрови велике густине (ноћни ветрови) спуштају са великих висина да би пренели лед и створили велике таласе. Спирални облик потиче од Кориолисовог ефекта који тера ветрове, слично као што се ветрови на земљи спирале у ураган. Корита се нису формирала истовремено са било којом леденом капом, већ су почела да се формирају између 2.4 пре милион и 500.000 година, након што је постојало три четвртине ледене капе. Ово сугерише да им је климатска промена омогућила да почну. Обе поларне капе се смањују и поново расту након температурних флуктуација марсовских годишњих доба; постоје и дугорочни трендови који се боље разумеју у модерној ери.
Током пролећа на јужној хемисфери, Сунчево загревање наслага сувог леда на Јужном полу мјестимично доводи до акумулације компримованог ЦО2 гаса испод површине полупровидног леда, загрејаног до апсорпције зрачења из тамнијег леда. супстрат. Након достизања потребног притиска, гас избија кроз лед у облику гејзира. Иако ерупције нису директно примећене, оне остављају доказе у виду „тамних дина“ и светлијих лепеза на врху леда, који представљају песак и прашину које су ерупције носиле, и образац жлебова налик пауку који су створени испод лед гасом који истискује. (видети Гејзири на Марсу) Сматра се да се ерупције гаса азота које је Војаџер 2 приметио на Тритону дешавају сличним механизмом.
Обе поларне капе се тренутно акумулирају, што потврђује предвиђене Миланковићеве циклусе у временским оквирима од ~400.000 и ~4.000.000 година. Сондирања инструмента СХАРАД на Марс Рецоннаиссанце Орбитер указују на укупан раст границе од ~0,24 km³/год. Од тога, 92%, или ~0,86 мм/годишње, иде ка северу, док ћелија Марсовца Хедлија делује као нелинеарна пумпа испарљивих материја ка северу.

## Соларни ветар
Марс је изгубио већину свог магнетног поља пре око четири милијарде година. Као резултат тога, соларни ветар и космички зраци директно ступају у интеракцију са марсовском јоносфером. Ово чини атмосферу тањом него што би иначе била деловањем сунчевог ветра, који константно уклања атоме из спољашњег атмосферског слоја. Већина историјских губитака у атмосфери на Марсу може се пратити уназад до овог ефекта соларног ветра. Тренутна теорија поставља слабљење соларног ветра, тако да су данашњи атмосферски ефекти одвајања много мањи него у прошлости када је соларни ветар био јачи.

## Годишња доба
Марс има нагиб осе од 25,2°. То значи да на Марсу постоје годишња доба, баш као и на Земљи. Ексцентрицитет Марсове орбите је 0,1, много већи од Земљиног тренутног ексцентрицитета орбите од око 0,02. Велики ексцентрицитет узрокује да се осунчаност на Марсу промени док планета кружи око Сунца. (Марсова година траје 687 дана, отприлике 2 земаљске године.) Као и на Земљи, нагиб Марсове осе доминира годишњим добима, али су због велике ексцентричности зиме на јужној хемисфери дуге и хладне, док су на северу кратке и топле.
Сада се сматра да се лед накупио када је нагиб Марсове орбите био веома различит од онога што је сада. (Оса око које се планета окреће је значајно "клапава", што значи да се њен угао мења током времена.) Пре неколико милиона година, нагиб Марсове осе био је 45 степени уместо садашњих 25 степени. Његов нагиб веома варира јер два мала месеца не могу да га стабилизују као Земљин Месец.
Сматра се да многе карактеристике на Марсу, посебно четвороугао Исмениус Лацус, садрже велике количине леда. Најпопуларнији модел формирања леда је климатска промена услед великих промена нагиба ротационе осе планете. Понекад је нагиб био већи од 80 степени. Велике промене у нагибу објашњавају многе карактеристике богате ледом на Марсу.
Студије су показале да када нагиб Марса достигне 45 степени са садашњих 25 степени, лед више није стабилан на половима. Штавише, на овом високом градијенту, чврсти угљен-диоксид (суви лед) сублимира, што повећава атмосферски притисак. Овај повећани притисак омогућава да више прашине остане у атмосфери. Влага у атмосфери падаће као снег или као лед замрзнут на зрнца прашине. Прорачуни сугеришу да ће овај материјал бити концентрисан на средњим ареографским ширинама. Општи модели циркулације атмосфере Марса предвиђају акумулације прашине богате ледом у истим регионима где се налазе карактеристике богате ледом. Када нагиб почне да се враћа на ниже вредности, лед сублимира (претвара се директно у гас) и за собом оставља траг прашине. Заостали седимент прекрива основни материјал, тако да са сваким циклусом високих нагиба остаје нешто ледом богатог омотача. Имајте на уму да глатки површински слој плашта вероватно представља само релативно новији материјал. Испод су слике слојева у овом глатком плашту који се понекад спушта са неба.
Прецесија у поравнању нагиба осе и ексцентрицитета орбите доводи до глобалног загревања и хлађења („велика“ лета и зиме) са периодом од 170.000 година.
Као и Земља, нагиб Марсове осе пролази кроз периодичне промене које могу довести до дугорочних промена климе. Још једном, ефекат је израженији на Марсу, јер му недостаје стабилизацијски утицај великог месеца. Као резултат тога, нагиб осе се може променити за чак 45°. Жак Ласкар, из француског Националног центра за научна истраживања, тврди да се ефекти ових периодичних климатских промена могу видети у слојевитој природи ледене капе на северном полу Марса. Тренутна истраживања сугеришу да се Марс налази у топлом интерглацијалном периоду који је трајао више од 100.000 година.
Пошто је Марсов глобални геометар могао да посматра Марс током 4 марсовске године, утврђено је да је време на Марсу слично из године у годину. Све разлике биле су директно повезане са променама сунчеве енергије која је стигла до Марса. Научници су чак били у стању да прецизно предвиде олује прашине које ће се десити током слетања Бигла 2. Утврђено је да су регионалне олује прашине уско повезане са локацијом доступности прашине.

## Докази за недавне климатске промене
Током последњих неколико марсовских година, дошло је до регионалних промена око Јужног пола (Планум Аустрале). Године 1999 Марсов глобални геометар је фотографисао јаме у слоју смрзнутог угљен-диоксида на јужном полу Марса. Због свог упечатљивог облика и оријентације, ове коштице су постале познате као обележја швајцарског сира. Године 2001. свемирска летелица је поново фотографисала исте јаме и открила да су нарасле, повлачећи се за око 3 m у једној марсовској години. Ове карактеристике су узроковане сублимацијом слоја сувог леда, излажући слој инертног воденог леда. Недавна запажања показују да лед на јужном полу Марса наставља да сублимира. Јаме у леду настављају да расту за око 3 m по марсовској години. Мајкл Малин наводи да услови на Марсу тренутно нису погодни за формирање новог леда. У саопштењу за штампу НАСА-е се наводи да су „климатске промене у току“ на Марсу. У резимеу запажања камере Марс Глобал Сурвеиор, истраживачи су претпоставили да је између мисија Маринер 9 и Марс Глобал Сурвеиор можда постојао суви лед. На основу тренутне стопе губитка, данашњи депозити ће можда нестати за сто година.
На другим местима на планети, подручја са нижим географским ширинама имају више воденог леда него што би тренутни климатски услови требало да обезбеде. Марс Одиссеи „даје нам трагове о недавним глобалним климатским променама на Марсу“, рекао је Џефри Плаут, научник пројекта за мисију у НАСА-иној Лабораторији за млазни погон, у раду који није рецензирао 2003. године.

### Поларне промене
Цолапрете ет ал. извршили симулације са моделом опште циркулације Марса које показују да локална клима око јужног пола Марса тренутно може бити у нестабилном периоду. Симулирана нестабилност је укорењена у ареографији региона, што наводи ауторе на претпоставку да је сублимација поларног леда локални, а не глобални феномен. Истраживачи су показали да чак и уз константно сунчево осветљење, стубови могу да скачу између стања таложења или губитка леда. Окидач за промену стања може бити повећано оптерећење прашине у атмосфери или промена албеда услед таложења воденог леда на поларној капи. Ова теорија је донекле проблематична због недостатка таложења леда након глобалне пешчане олује 2001. Друго питање је да се тачност Марсовог општег модела циркулације смањује како обим феномена постаје све локалнији.
Тврди се да су „уочене регионалне промене у јужном поларном леденом покривачу скоро сигурно последица регионалне климатске транзиције, а не глобалног феномена и очигледно нису повезане са спољним утицајем“. Пишући у научном часопису Натуре, главни уредник Оливер Мортон је рекао: „Климатски скептици су се ухватили загревања других соларних тела. На Марсу се чини да се загревање своди на прашину која се разноси и открива велике делове црног базалтног камена који се загревају током дана.“

## Климатске зоне
Климатске зоне Земље је први дефинисао Владимир Кепен на основу дистрибуције вегетационих група. Климатска класификација је даље заснована на температури, кишама и подељена на основу разлика у сезонској расподели температуре и падавина; а посебна група постоји за ванзоналне климе као што су велике надморске висине. Марс нема ни вегетацију ни кишу, тако да би било која класификација климе могла бити заснована само на температури; даље унапређење система може се заснивати на дистрибуцији прашине, садржаја водене паре, појаве снега. Соларне климатске зоне се такође могу лако дефинисати за Марс.

## Тренутне мисије
Одисеја на Марсу 2001. тренутно кружи око Марса и врши глобална мерења атмосферске температуре користећи ТЕС инструмент. Марс Рецоннаиссанце Орбитер тренутно узима дневна посматрања времена и климе са орбите. Радиометар, један од његових инструмената, специјализован је за рад на посматрању климе. МСЛ је лансиран у новембру 2011. и слетео на Марс 6. августа 2012. Мејвен, Мангалиаан и ТГО тренутно круже око Марса и проучавају његову атмосферу.
- Тренутни извештај о времену на Марсу од стране ровера Curiosity
- Тренутни извештај о времену на Марсу, Инсајт лендер